# تیمون زویبرت
تیمون زویبرت (انگلیسی: Timon Seubert؛ زادهٔ ۲۳ آوریل ۱۹۸۷ ‏(۳۷ سال)) دوچرخه‌سوار اهل آلمان است.